# Deriva antigènica
La deriva antigènica és un tipus de variació genètica que té lloc als virus. Es produeix arran de l'acumulació de mutacions en els gens que codifiquen proteïnes de superfície víriques, que són els anticossos dels hostes normalment reconeixen. Això porta a una nova soca de partícules víriques, que poden no ser inhibides tan efectivament com amb soques anteriors. Això facilita que el virus evolucionat pugui escampar-se per una població parcialment immune. Es tracta d'un fenomen conegut en els virus de la grip A i B.
El sistema immunitari reconeix els virus quan antígens de llurs superfícies s'uneixen a receptors immunitaris específics d'aquests mateixos antígens. Aquests receptors poden ser anticossos en el torrent sanguini o proteïnes similars que es troben a les superfícies de cèl·lules del sistema immunitari. Aquest reconeixement és bastant precís, talment com una clau i un pany. Després d'una infecció, o després d'una vaccinació, el cos produeix molts més d'aquests receptors específics, provant d'impedir la reinfecció per la soca particular del virus; això s'anomena immunitat adquirida. Tanmateix, com que els genomes vírics muten constantment, produeixen noves formes d'aquests antígens. Si una d'aquestes noves formes d'antigen és suficientment diferent de l'antigen original, pot arribar a deixar d'unir-se als anticossos o receptors de les cèl·lules immunitàries, permetent llavors al virus mutant infectar hostes que eren immunes a la soca original, sigui per infecció prèvia o vaccinació.
Els anys 1940 Maurice Hilleman va descobrir la deriva antigènica, que es tracta del mecanisme d'evolució més habitual del virus de la grip. Un altre tipus d'evolució és el canvi antigènic, descoberta també pel mateix Hilleman, on el virus adquireix una versió completament nova d'una proteïna de superfície mitjançant la contribució d'un virus d'un altre virus de la grip distant.
L'índex de deriva antigènica depèn de dues característiques: la duració de l'epidèmia, i la resistència immunitària de l'hoste. Una epidèmia de més temps permet una major pressió selectiva al llarg d'un període més extens i un sistema immunitari més resistent augmenta la pressió selectiva en el desenvolupament de nous antígens.